# エリ・シュラキ
エリ・シュラキ（Élie Chouraqui、1950年7月3日 - ）は、フランス・パリ出身の映画監督・脚本家。

## 略歴
クロード・ルルーシュの元で下積みを過ごし、1978年に監督デビュー。主にコメディやロマンスが多いイメージがあるが、アクション映画やシリアスな内容の作品も制作している。

## 主な作品
- 残火 Paroles et musique (1984)　※日本未公開
- 燃える男 Man on Fire (1987)　※日本未公開
- メランコリー Les Marmottes (1993)
- 君が、嘘をついた。 Les Menteurs (1996)
- 戦場のジャーナリスト Harrison's Flowers ' (2000)　※日本未公開